# Joe Guyon
Joseph Napoleon Guyon (en anishinaabemowin: O-Gee-Chidah; White Earth, Minnesota; 26 de noviembre de 1892-Louisville, Kentucky; 27 de noviembre de 1971) fue un jugador profesional de fútbol americano para varios equipos en los primeros años de la National Football League. Fue seleccionado al Salón de la Fama del Fútbol Americano Profesional en 1966.

## Primeros años
Fue un amerindio de la tribu ojibwa (chippewa) y nació en la Reservación India de White Earth en White Earth, Minnesota. Solo estudió hasta el sexto grado.

## Carrera en el fútbol americano

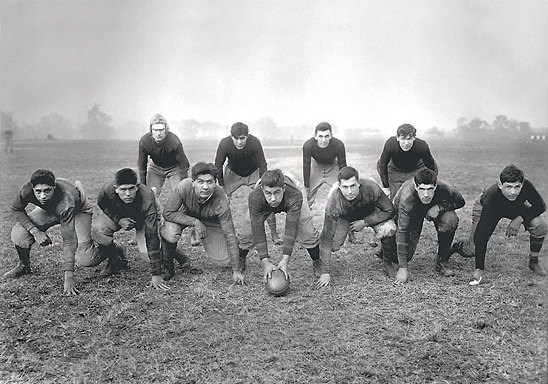
Equipo de fútbol americano de los Indios Carlisle.

### Como jugador

#### Nivel universitario
Guyon asistió y jugó fútbol americano universitario en la escuela Carlisle Indian Industrial School de 1912 a 1913 bajo el liderazgo del entrenador Pop Warner.  Mientras estudió en Carlisle, esta escuela tuvo marcas de 12-1-1 y 11-2-1, anotando 504 puntos en un solo año, y 295 en el otro, y Guyon tuvo el honor de ser el halfback del segundo equipo All-America de Walter Camp.  De 1914 a 1916, asistió a la Keewatin Academy en Chicago, Illinois.
Guyon entonces decidió asistir a Georgia Tech y jugar con el equipo de fútbol americano de esa universidad de 1917 a 1918 bajo la tutela del head coach John Heisman. En su estancia en el Georgia Tech, este equipo tuvo marcas de 9-0 y 6-1, anotando 491 puntos en su primer año y 462 en el segundo, siendo honrado en el primer equipo All-America de Frank Menke en la posición de offensive tackle.  En contra de Vanderbilt en 1917, Guyon corrió en 12 ocasiones para 344 yardas.  Georgia Tech fue coronado como el campeón nacional de los Estados Unidos en 1917.  De 1914 a 1918, Georgia Tech tuvo una racha de 33 partidos sin perder de manera consecutiva, durante los cuales en cuatro partidos Georgia Tech anotó 222, 128, 119 y 118 puntos.

#### Nivel profesional
Guyon fue contratado para jugar de manera profesional por los Canton Bulldogs en 1919.  Después de que la NFL fuera organizada en 1920, jugó por siete temporadas más con los equipos Washington Senators, Cleveland Indians, Oorang Indians, Rock Island Independents, Kansas City Cowboys y New York Giants.  De 1919 a 1924, fue compañero de otro halfback muy notable de origen amerindio, Jim Thorpe, excepto por el año de 1921. Finalmente jugaron en equipos diferentes cuando en 1924 Guyon dejó a los Independents para ir a jugar a Kansas City.  Permaneció con los Cowboys en 1925 mientras Thorpe fue a parar a los Giants.
Entonces en 1927, Guyon se unió a los Giants ayudándolos a ganar el Campeonato de 1927 de la NFL.

### Como entrenador
Guyon fue entrenador a nivel de secundarias en la escuela St. Xavier High School en Louisville, Kentucky de 1931 a 1933, finalizando con una marca de 16-7-2.

## Carrera en el béisbol

### Como jugador
Guyon bateó un promedio de 0,340 en tres años consecutivos para los Louisville Colonels, un equipo de ligas menores. Jugó como outfielder, extendiendo su carrera de 1920 hasta 1936 con una pausa durante el año en que fue entrenador de fútbol americano.

### Como entrenador
Guyon fue entrenador del equipo de béisbol de los Clemson Tigers de la Universidad Clemson de 1928 a 1931. También fue mánager de los Anderson Electrics en la Palmetto League en 1931, los Asheville Tourists en 1932 y los Fieldale Towlers en 1936.
Fue seleccionado al Salón de la Fama del Fútbol Americano Universitario en 1971 y al Salón de la Fama del Fútbol Americano Profesional en 1966. Murió el 27 de noviembre de 1971 en Louisville siendo enterrado ahí en el Cementerio Memorial Resthaven.